# Миеркалнс
Миеркалнс (Меркалнс; латыш. Mierkalns) — населённый пункт в Валкском крае Латвии. Входит в состав Звартавской волости. Расстояние до города Валка составляет около 35 км. По данным на 2007 год, в населённом пункте проживало 32 человека.

## История
В советское время населённый пункт входил в состав Звартавского сельсовета Валкского района. В селе располагался колхоз «Гауя».